# Kościół Chrystusowy w Lidzbarku Warmińskim
Kościół Chrystusowy w Lidzbarku Warmińskim – zbór Kościoła Chrystusowego w RP działający w Lidzbarku Warmińskim.
Stanowisko pastora przełożonego zboru pełni Marcin Lipski.

## Historia
Lidzbark Warmiński był jednym z pierwszych miejsc, gdzie działalność po wojnie rozpoczęło Zjednoczenie Kościołów Chrystusowych. W 1946 w celu odnalezienia zamieszkałych tu ewangelicznie wierzących, do miasta przybył Jerzy Sacewicz z Olsztyna, który nawiązał wówczas kontakt z Karolem Rothem i jego rodziną.
Dzięki Sacewiczowi, powstała we wrześniu 1946 wspólnota pozyskała decyzją władz miejskich dawną kaplicę niemieckiej Społeczności Chrześcijańskiej przy ul. Szwoleżerów 5. Budynek ten był częściowo zdewastowany i został wyremontowany przez Rothów. 
Pastorem zboru został Teodor Lewczuk, przybyły do Lidzbarka z Biełek na Podlasiu, a kaznodzieją był również Andrzej Aniszczuk. W 1947 wspólnota skupiała około 20 członków. Zbór uruchomił wówczas sierociniec, otwarty 9 listopada 1947 w budynku przy ul. Szwoleżerów 7, pozyskanym na ten cel od władz miasta. W 1949 decyzją władz instytucja została zlikwidowana, na skutek braku ich zgody na wychowanie dzieci przez kościół, a dawna siedziba domu dziecka została przeznaczona na budynek wojskowy.
W 1947 w związku z repatriacją z ZSRR do miasta przyjechał Mikołaj Makarczuk, który od tej pory zaczął sprawować stanowisko pastora zboru. W 1948 odbywały się tutaj dwa niedzielne nabożeństwa, a w środy – godziny biblijne. Zbór posiadał trzy placówki misyjne, w których nabożeństwa prowadzono co dwa tygodnie. Wspólnota zajmowała się również działalnością kulturalną, repolonizacyjną oraz charytatywną, odbywały się też zajęcia Szkoły Niedzielnej. Przebieg nabożeństw był zakłócany przez ludność katolicką, na przykład poprzez wrzucanie do kaplicy w ich trakcie kamieni przez szyby, jednak z czasem incydenty te ustały.
W 1948 w Lidzbarku na bazie zorganizowanego tu w dniach 4–26 czerwca 1948 kursu teologicznego zostało powołane Seminarium Teologiczne, którego kierownikiem został Mikołaja Korniluk. We wrześniu 1949 siedziba seminarium została przeniesiona do Warszawy.
W wyniku aresztowania 199 ewangelikalnych duchownych w ramach Akcji „B” w 1950 uwięziony został pastor Makarczuk.
W związku z dobrą bazą lokalową zboru, którą tworzyły zarówno kaplica, jak i pomieszczenia pomocnicze, były one wykorzystywane do różnych celów, jak odbywające się tu do 1971 obozy młodzieżowe.
Z powodu budowy osiedla mieszkaniowego, w 1974 kaplica została przeznaczona do rozbiórki. W zamian zbór pozyskał parter budynku przy ul. Szwoleżerów 2, położonego naprzeciwko dotychczasowej kaplicy. Urządzona tam kaplica została otwarta 3 listopada 1974.
W 1979 do miasta przybył wysłany tu z Warszawy Jerzy Puszcz, który miał wspomóc w pracy pastora Makarczuka. Już na początku służby w lidzbarskim zborze Puszcz przyczynił się do wprowadzenia nowego wystroju kaplicy.
Po śmierci pastora Mikołaja Makarczuka w 1993 stanowisko pastora przełożonego zboru objął Jerzy Puszcz. Po jego przejściu na emeryturę w 2022 obowiązki administratora zboru przejął diakon Marcin Lipski.